# Rustem Dautow
Rustem Chazitowicz Dautow, ros. Рустем Хазитович Даутов (ur. 28 listopada 1965 w Ufie) – niemiecki szachista pochodzenia rosyjskiego, arcymistrz od 1990 roku.

## Kariera szachowa
Pierwszy międzynarodowy sukces odniósł w roku 1984, zajmując II miejsce (za Walerijem Czechowem) w kołowym turnieju w Berlinie. W kolejnych latach odniósł wiele turniejowych zwycięstw, m.in. triumfował w Dreźnie (1986), Rostocku (wraz z Andrejem Kawalouem), Halle i Dreźnie (1987), Mińsku i Dreźnie (1988), Kecskemét (1989), Münsterze (1990), Kolonii (m.in. wraz z Rafaelem Waganianem) i Bad Lauterbergu (1991).
Po rozpadzie Związku Radzieckiego zmienił obywatelstwo i od roku 1993 na arenie międzynarodowej reprezentuje barwy Niemiec. Należy do ścisłej czołówki szachistów tego kraju, pomiędzy 1996 a 2004 pięciokrotnie występując w drużynie narodowej na szachowych olimpiadach. Najlepszy wynik uzyskał w roku 2000 w Stambule, gdzie niemieccy szachiści zdobyli srebrne medale. W Stambule zdobył również indywidualnie dwa brązowe medale: za uzyskany wynik rankingowy oraz za rezultat na III szachownicy. Poza tym czterokrotnie (w latach 1997–2005) wystąpił w reprezentacji Niemiec w drużynowych mistrzostwach Europy, w roku 1999 w Batumi zdobywając wraz z drużyną brązowy medal. W roku 1999 w Altenkirchen (Westerwald) zdobył srebrny medal w indywidualnych mistrzostwach Niemiec. W latach 2001 i 2004 dwukrotnie wystąpił w mistrzostwach świata rozgrywanych systemem pucharowym, nie osiągając jednak sukcesów: w 2001 przegrał w Moskwie w II rundzie z Predragiem Nikoliciem, natomiast w 2004 w Trypolisie – w I rundzie z Andriejem Charłowem.
Po zmianie obywatelstwa odniósł kolejne sukcesy w międzynarodowych turniejach, zwyciężając bądź dzieląc I miejsca m.in. w Ter Apel (1994), Nußloch (1996, międzynarodowe mistrzostwa Niemiec, wraz z Arturem Jusupowem), Böblingen (1996), Bad Homburgu (1997), Seefeld (1997), Essen (1999, wraz z Wadimem Zwiagincewem, Emilem Sutovskim i Larry Christiansenem) oraz Deizisau (2002, dzielone I miejsce m.in. wraz z Władimirem Jepiszynem i Lewonem Aronianem).
Jest autorem wydanej na płycie DVD przez ChessBase monografii wariantu 1.d4 d5 2.c4 e6 3.Sc3 Sf6 4.Sf3 Ge7 5.Gf4 w gambicie hetmańskim (1998, ISBN 3-935602-13-8).
Najwyższy ranking w dotychczasowej karierze osiągnął 1 stycznia 2002 r., z wynikiem 2636 punktów zajmował wówczas 51. miejsce na świecie (oraz drugie – za Christopherem Lutzem – wśród niemieckich szachistów).